# Joe Corvo
Joseph Edward „Joe“ Corvo (* 20. Juni 1977 in Oak Park, Illinois) ist ein ehemaliger US-amerikanischer Eishockeyspieler portugiesischer Herkunft, der im Verlauf seiner aktiven Karriere zwischen 1994 und 2014 unter anderem 758 Spiele für die Los Angeles Kings, Ottawa Senators, Carolina Hurricanes, Washington Capitals und Boston Bruins in der National Hockey League auf der Position des Verteidigers bestritten hat.

## Karriere

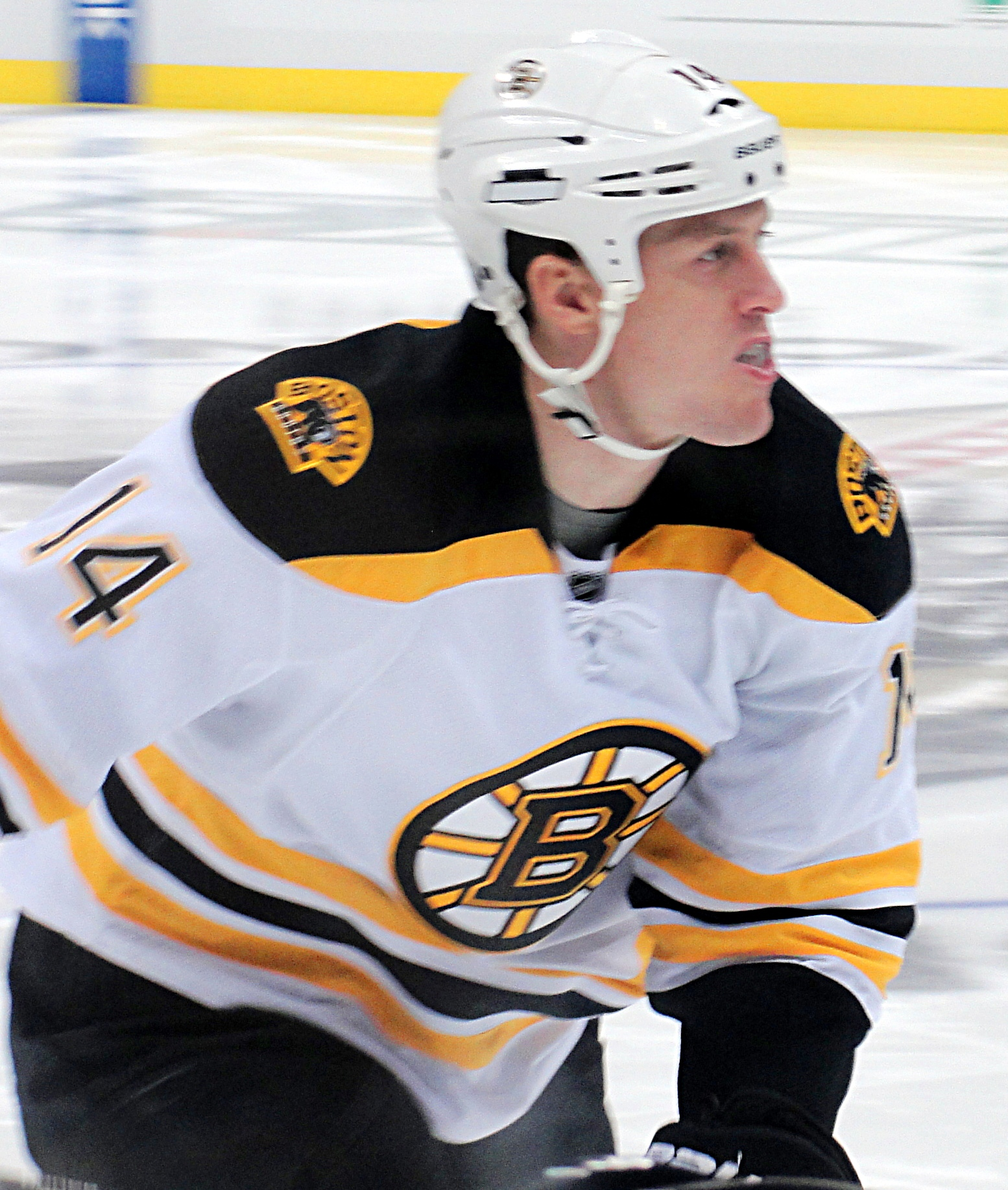
Corvo im Trikot der Boston Bruins

Corvo wurde als Spieler der Western Michigan University in der vierten Runde des NHL Entry Draft 1997 von den Los Angeles Kings ausgewählt. Bis zu seinem Debüt in der National Hockey League in der Saison 2002/03 spielte Corvo für zahlreiche unterklassige Vereine. Während des Ausfalls der NHL in der Saison 2004/05 spielte Corvo einige Spiele für die Chicago Wolves aus der American Hockey League. Am 1. Juli 2006 unterschrieb er bei den Ottawa Senators einen Vierjahresvertrag im Wert von 10,5 Millionen US-Dollar. Das Franchise transferierte ihn jedoch am 11. Februar 2008 zusammen mit Patrick Eaves für Mike Commodore und Cory Stillman zu den Carolina Hurricanes.
Am 16. März 2008 gelang Corvo gegen die Ottawa Senators sein erster Hattrick in seiner Karriere – ausgerechnet nur knapp einen Monat nach seinem Wechsel gegen seinen Ex-Verein. Im Juli 2010 wechselte er zu den Carolina Hurricanes. Diese transferierten den Verteidiger am 5. Juli 2011 im Austausch für ein Viertrunden-Wahlrecht im NHL Entry Draft 2012 zu den Boston Bruins. Im Juli 2013 unterzeichnete Corvo einen Einjahresvertrag bei den Ottawa Senators. Dort bestritt er bis März 2014 25 Spiele, ehe er an die Chicago Wolves aus der AHL ausgeliehen wurde, wo er nach der Spielzeit seine Laufbahn als Aktiver beendete.

### Restaurant-Vorfall
Corvo wurde 2002 in Boston festgenommen, nachdem er eine 34 Jahre alte Frau in einem Restaurant am Gesäß angefasst hatte. Die Angestellten forderten ihn zum Gehen auf, doch Corvo kam zurück, schlug die Frau und trat sie, als sie am Boden lag. Daraufhin wurde er zu einer dreijährigen Bewährungsstrafe verurteilt. Sein damaliger Arbeitgeber, die Los Angeles Kings, beließen es bei einer internen Drei-Spiele-Sperre.

## Erfolge und Auszeichnungen
- 1996 CCHA All-Rookie Team
- 1997 CCHA Second All-Star Team
- 2003 Teilnahme am AHL All-Star Classic

### International
- 1997 Silbermedaille bei der Junioren-Weltmeisterschaft
- 1997 Bester Verteidiger der Junioren-Weltmeisterschaft

## Karrierestatistik

### International
Vertrat die USA bei:
- Junioren-Weltmeisterschaft 1997
- Weltmeisterschaft 2003
- Weltmeisterschaft 2006

(Legende zur Spielerstatistik: Sp oder GP = absolvierte Spiele; T oder G = erzielte Tore; V oder A = erzielte Assists; Pkt oder Pts = erzielte Scorerpunkte; SM oder PIM = erhaltene Strafminuten; +/− = Plus/Minus-Bilanz; PP = erzielte Überzahltore; SH = erzielte Unterzahltore; GW = erzielte Siegtore; 1 Play-downs/Relegation; Kursiv: Statistik nicht vollständig)